# غليندا شرودر
غليندا شرودر (بالإنجليزية: Glenda Schroeder)‏ هي مهندسة برامج أمريكية مشهورة بتنفيذ واجهة المستخدم وواجهة سطر الأوامر الخاصة بقشرة واجهة المستخدم ونشر واحدة من أوائل الأبحاث التي تصف أنظمة البريد الإلكتروني بينما كانت تعمل كعضو في فريق العمل في معهد ماساتشوستش للتكنولوجيا عام 1965.
تم تنفيذ واجهات سطر أوامر نظام التشغيل المبكر كجزء من برامج المراقبة المقيمة، والتي لا يمكن استبدالها بسهولة. في عام 1964، طوَّر لويس بوزن، أحد موظفي معهد ماساتشوستش للحوسبة التابع لمعهد ماساتشوستس للتكنولوجيا، جهاز RUNCOM لتنفيذ مخطوطات الأوامر مع السماح باستبدال الحجة. ابتكر بوزن مصطلح "قشرة حوسبة" لوصف تقنية استخدام الأوامر مثل لغة البرمجة، وكتب ورقة تصف كيفية تنفيذ الفكرة في نظام التشغيل مولتكس (Multics). عاد بوزن إلى وطنه فرنسا في عام 1965، وطوّرت شرودر أول قشرة حوسبة متعددة المهام بمساعدة رجل لم يذكر اسمه من شركة جنرال إلكتريك. كانت قشرة حوسبة شرودر متعددة المهام هي التطوُّر لقشرة يونيكس، والتي لا تزال قيد الاستخدام حتى اليوم.
وصفت شرودر بالتعاون مع بات كريسمان ولويس بوزان، نظام بريد إلكتروني مبكر يسمى "MAIL" للسماح لمستخدمين نظام مشاركة الوقت المتوافق (CTSS) في معهد ماساتشوستس للتكنولوجيا بإرسال إشعارات إلى الآخرين حول النسخ الاحتياطية للملفات. ستتم إضافة رسائل كل مستخدم إلى ملف محلي يسمى "MAIL BOX"، والذي سيكون له وضع «خاص» بحيث يمكن للمالك فقط قراءة الرسائل أو حذفها. كانت الاستخدامات المقترحة لنظام البريد الإلكتروني الأولي هي الاتصال من CTSS لإعلام المستخدمين بأن الملفات قد تم دعمها، ومناقشة بين مؤلفي أوامر CTSS، والاتصال من مؤلفي الأوامر إلى محرر CTSS اليدوي. سمجت تلك الخدمة فقط بترك الرسائل للمستخدمين الآخرين على نفس الكمبيوتر. تم تطوير فكرة السماح للمستخدمين بإرسال رسائل بين أجهزة الكمبيوتر لاحقًا بواسطة راي توملينسون في عام 1971.